# Crossways (Royaume-Uni)
Crossways est une paroisse civile et un village du Dorset, en Angleterre.